# Positronium
Positronium (Ps) er betegnelsen for et system der består af en elektron og dens antipartikel, en positron. Systemet er metastabilt og annihilerer ved udsendelse af mindst to γ-fotoner. Positronium er sammenligneligt med brintatomet, dog er dets energiniveauer m.m. skaleret med forholdet mellem de reducerede masser. I modsætning til andre atomer, har positronium ingen atomkerne, og man har – spøgefuldt – givet det atomnummer 0 (nul).
Positronium er det simpleste af alle onium (bundne partikel-antipartikelsystemer), og i modsætning til fx protonium og charmonium, er positronium et rent kvanteelektrodynamisk system, og udgør som sådan en vigtig testmodel for denne fysikgenre. 

## Tilstande
Positronium kan dannes i to forskellige grundtilstande, som er defineret af elektronens og positronens indbyrdes spin.

### Parapositronium
Singlettilstanden, hvor elektronens og positronens spin er antiparallelle (S = 0, Ms = 0) kaldes parapositronium (p-Ps). Parapositronium henfalder ved udsendelse af et lige antal fotoner (typisk to). Parapositroniums levetid er derfor summen af bidragene fra de forskellige henfaldstyper
{\displaystyle t_{p{\text{-Ps}}}=t_{2\gamma }+t_{4\gamma }+t_{6\gamma }\dots ,}
hvor {\displaystyle t_{n\gamma }} er levetiden af tilstanden, der henfalder til n fotoner. Den teoretiske værdi for levetiden er 125,16 ps. Levetiden af parapositronium er domineret af henfaldet til to fotoner, {\displaystyle t_{2\gamma }} som er givet ved
{\displaystyle t_{2\gamma }={\frac {2\hbar }{\alpha ^{5}m_{e}c^{2}}}\approx 124,49~{\text{ps}}}
hvor 
{\displaystyle \hbar } er den reducerede Planckkonstant {\displaystyle \hbar ={\frac {h}{2\pi }}},
{\displaystyle \alpha } er finstrukturkonstanten {\displaystyle \alpha ={\frac {e^{2}}{(4\pi \epsilon _{0})\hbar c}}},
me er elektronens masse,
c er lysets fart i vacuum.
Fordelingsforholdet mellem henfald til to og fire fotoner er 1,43 · 10-6 (dvs. ca. ét henfald til fire fotoner for hver million henfald til to fotoner). Til de fleste praktiske formål kan man derfor antage at parapositronium udelukkende henfalder til to fotoner. Hvis henfaldet sker til to fotoner, og elektronen og positronen er i hvile umiddelbart inden henfaldet, vil fotonerne pga. energi- og impulsbevarelse hver have en energi på 511 keV, og fotonerne udsendes med en indbyrdes vinkel på 180°.

### Ortopositronium
Triplettilstanden, hvor elektronens og positronens spin er parallelle (S = 1, Ms = -1 , 0 , 1) kaldes ortopositronium (o-Ps). Ortopositronium henfalder ved udsendelse af et ulige antal fotoner (som oftest er tre). Ortopositroniums levetid er ligeledes summen af bidragene fra de forskellige henfaldstyper
{\displaystyle t_{o{\text{-Ps}}}=t_{3\gamma }+t_{5\gamma }+t_{7\gamma }\dots .}
Den teoretiske værdi for levetiden er 142,05 ns. Levetiden af det primære henfald til tre fotoner, {\displaystyle t_{3\gamma }} er givet ved
{\displaystyle t_{3\gamma }={\frac {9\pi \hbar }{2(\pi ^{2}-9)\alpha ^{6}m_{e}c^{2}}}\approx 138.6~{\text{ns}}.}
Fordelingsforholdet mellem henfald til tre og fem fotoner er 1,0 · 10-6, så man kan til mange praktiske formål antage, at parapositronium udelukkende henfalder ved udsendelse af tre fotoner. Her er det dog ikke muligt umiddelbart at forudsige energi- og vinkelfordeling af fotonerne, som det er tilfældet for henfaldet af ortopositronium til to fotoner.
Det er muligt for ortopositronium at henfalde til én foton, men pga. impulsbevarelse kan dette kun ske i nærheden af et andet legeme (fx en elektron), hvormed positronium kan vekselvirke.
Ortopositronium kan endvidere henfalde til et neutrino-antineutrinopar – dvs. uden udsendelse af fotoner. Det teoretisk beregnede fordelingsforhold er 9,5 · 10-21.

## Skaleret brintatom
Positronium kan beskrives nøjagtigt vha. relativistisk kvantefeltteori. Til mange formål kan man dog opnå en tilstrækkelig god approksimation ved skalering af brintatomet. Eksempler herpå er givet herunder:

### Energiniveauer
Det n'te energiniveau i brint er givet ved
{\displaystyle E_{n}^{\text{H}}=-\left[{\frac {m_{e}}{2\hbar ^{2}}}\left({\frac {q^{2}}{4\pi \epsilon _{0}}}\right)^{2}\right]{\frac {1}{n^{2}}}},
hvor
me er elektronens masse,
{\displaystyle \hbar } er den reducerede Planckkonstant {\displaystyle \hbar ={\frac {h}{2\pi }}},
q er størrelsen af elementarladningen,
ε0 er vakuum permittiviteten og
n = 1, 2, 3, … er hovedkvantetallet.
Grundtilstandens energiniveau (hvor n = 1) er E1 = -13,6 eV.
Den reducerede masse μ for et system bestående af to legemer med masserne m1 og m2 er defineret som
{\displaystyle \mu ={\frac {m_{1}m_{2}}{m_{1}+m_{2}}}},
som for  brint bliver (hvor mp er protonens masse)
{\displaystyle \mu _{\text{H}}={\frac {m_{e}m_{p}}{m_{e}+m_{p}}}\approx m_{e}\qquad ({\text{idet }}m_{p}\gg m_{e})}.
Tilsvarende for positronium
{\displaystyle \mu _{\text{Ps}}={\frac {m_{e}^{2}}{2m_{e}}}={\frac {m_{e}}{2}}.}
Energiniveauerne i positronium kan dermed beskrives som
{\displaystyle E_{n}^{\text{Ps}}={\frac {\mu _{\text{Ps}}}{\mu _{\text{H}}}}E_{n}^{\text{H}}\approx {\frac {1}{2}}E_{n}^{\text{H}}},
hvilket for grundtilstanden (n = 1) giver E1 = -6,8 eV. Energiniveauerne i positronium er altså halvt så store som energiniveauerne i brint.

### Radius
Bohrradiussen a0 er omtrent lig med den mest sandsynlige afstand mellem protonen og elektronen i grundtilstanden i et brintatom. Bohrradiussen er givet ved
{\displaystyle a_{0}={\frac {4\pi \epsilon _{0}\hbar ^{2}}{m_{e}q^{2}}}\approx 0,523~{\text{Å}}}.
Den tilsvarende radius af positroniums grundtilstand {\displaystyle a_{0}^{\text{Ps}}} er givet som
{\displaystyle a_{0}^{\text{Ps}}={\frac {4\pi \epsilon _{0}\hbar ^{2}}{\mu _{\text{Ps}}q^{2}}}=2a_{0}^{\text{H}}\approx 1,06~{\text{Å}}}.
Radius af positroniums grundtilstand er altså dobbelt så stor som radius af brints grundtilstand.

## Historie
Positronium blev første gang beskrevet af den kroatiske fysiker Stjepan Mohorovičić i 1934, hvor han navngiver stoffet electrum (forkortet Ec). I Mohorovičićs artikel beskrives electrum bl.a. som
| Citat | Et sådant system er ikke anderledes end et atom, som har alle ligheder med et brintatom, dog er det 920,5 gange lettere... | Citat |
|       | |       |

Positronium blev første gang påvist eksperimentelt af Martin Deutsch i 1951, som dannede positronium ved at skyde positroner fra en 22Na-kilde ind i forskellige gasser, hvori de kunne løsrive elektroner og danne positronium.

## Fremstilling
Positroner er et af restprodukterne fra det naturlige β+-henfald. En del af disse positroner vil danne positronium ved at binde sig til en elektron i det omgivende materiale, og man kan dermed sige, at positronium også er naturligt forekommende.
Positronium kan også dannes i fysiklaboratorier, hvor positroner dannes, nedkøles og indfanges fra en radioaktive kilde eller en partikelaccelerator. I laboratorier kan positronium dannes ved at skyde langsomme positroner ind i porøse krystaller, hvor nogle af positronerne opsamler en elektron. Efterfølgende undergår positroniumatomerne et stort antal kollisioner (op mod 106) med krystallet, hvorved positroniumatomerne næsten termaliseres, inden det udsendes fra krystallets overflade. 

## Forekomst og anvendelse
Positroner anvendes som sporstof ved PET skanning. Positionerne bindes til elektroner og termaliserer, inden de annihilerer. En del af positronerne vil således danne positronium, inden de annihilerer. Ved hjælp af forskellige filtre udvælges henfald til to fotoner, og dermed kan man bestemme positionen for henfaldet med en nøjagtighed, som typisk er bedre end 1 cm. Dette anvendes til frembringelse af fysiologisk diagnostiske billeder indenfor nuklearmedicin. 
Positronium kan indgå som mellemled i dannelsen af antibrint. Det er ikke muligt at danne antibrint direkte fra frie positroner og antiprotoner, da der kræves (mindst) en tredje partikel, som kan bære overskydende energi og impuls væk.. Med positronium som mellemled, kan antibrint derfor dannes ved følgende reaktion
{\displaystyle {\text{Ps}}+{\bar {\text{p}}}\to {\bar {\text{H}}}+e^{-},}
hvor {\displaystyle {\bar {\text{p}}}} er en antiproton og {\displaystyle {\bar {\text{H}}}} er antibrint.
Positronium kan blive den dominerende form for atomart stof i universet i en fjern fremtid, hvis protonhenfald er en realitet. I et flat univers vil de fleste positroner og elektroner bliver bundet som positronium. I et åbent univers vil der dannes en del positronium, men de fleste elektroner og positroner vil forblive frie. Sådanne positroniumatomer vil dannes i højt eksiterede tilstande og have radier af samme størrelse som det på nuværende tidspunkt observerbare univers. Positroniumatomerne vil udsende en kaskade af lavenergetiske fotoner, for til sidst at ende i grundtilstanden, hvorfra de annihilerer.

## Positronium i andre systemer
Positroniums negative ion (Ps-) er et positroniumatom, som er løst bundet til en elektron (dvs. én positron og to elektroner bundet til hinanden). Ps- blev første gang observeret i et laboratorium i 1981 af Allen P. Mills, Jr.. Da systemet bærer en elektrisk ladning, kan det accelereres i et elektronisk felt, hvormed man pga. relativistiske effekter kan observere en forlænget levetid fra laboratoriets referencesystem.
Positronium kan eksiteres til høje energitilstande – kendt som Rydberg-positronium – hvormed levetiden kan forlænges flere størrelsesordener. Det er blevet foreslået at sådant Rydberg-positronium kan anvendes til eksperimentel undersøgelse af tyngdekraftens virkning på antistof.
Positronium kan bindes til et brintatom og danne positroniumhydrid (PsH)[kilde mangler]
To positroniumatomer kan bindes til hinanden og danne molekylet dipositronium (Ps2). Et sådant system blev første gang observeret af David Cassidy, S. H. M. Deng og Allen P. Mills, Jr. i 2007.